# Молізе
Молізе (Molise) — регіон Італії. Розташований у центрі країни, розподілена на провінції Кампобассо (CB) й Ізернія (IS). Площа 4437 км², населення 318 219 осіб (2012).
Столиця — Кампобассо.
Найбільші річки: Вольтурно (175 км), Біферно (93 км), Триньо (85 км).
Найвищі гори: Мілетто (2050 м), Капраро (1730 м). Національний парк Абруццо, Лаціо й Молізе.
Пам'ятки історії й культури: постійно діючий музей Різдва, руїни античного міста Сепінум.
Типова страва — цепполе (смажені, а потім охолоджені пончики з медом).
Типові вина — Черасуоло, Треб'яно.

## Географія
Рельєф регіону гірський. Найгористіша територія в глибині області, на кордоні з Лаціо і Абруццо. Найбільшими масивами є гори Кампо, Капрара і Мета. Гористість місцевості спадає у напрямку до узбережжя Адріатики. Потоки води сформували в горах долини, через які протікають три головні річки області — Триньо, Біферно і Форторе, а також Вольтурно. Основні породи — осадові вапнякові, що призводить до виникнення зсувів і селів. Лісових масивів небагато. Восени випадають рясні дощі, зими зазвичай суворі. Молізе є одним з найхолодніших регіонів Півдня Італії. Разом з тим біля узбережжя клімат теплий і залежить від морських бризів.

## Історія
З XIII століття територія Молізе була частиною Неаполітанського королівства і Королівства Обох Сицилій. З 1861 року — у складі єдиної Італії, спочатку королівства, а з 1946 року — республіки. До 1963 року Молізе і Абруццо становили єдину область Абруццо-е-Молізе.

## Економіка
Незважаючи на те, що є великий завод «Фіат» (Термолі), у промисловому секторі переважає сільськогосподарська галузь, а малі та середні ферми широко розповсюджені по всьому регіону.
Іншою важливою галуззю є харчова промисловість: макарони, м'ясо, молочні продукти, олія та вино є традиційними продуктами регіону.
У секторі послуг найважливішими галузями є дистрибуція, готелі та громадське харчування, за ними йдуть транспорт і зв'язок, банківська справа та страхування.
За невеликим винятком, у всіх секторах фірми малі, і це пояснює труднощі, що виникають при збуті продукції в національному масштабі.
Індустріальне виробництво розвинене слабо. Це обумовлено малою поширеністю в області корисних копалин, а також популярних туристичних об'єктів.

## Міста регіону
Більшість населених пунктів Молізе ведуть свою історію з античних часів. Кампобассо (51 тис. жителів на 2006 р) — столиця області, розташована в його глибині на висоті 700 м над рівнем моря; основу економіки міста складає торгівля. Прибережний риболовецький центр Термолі (31 тис. жителів на 2006 рік) відомий своїм портом, найбільшим в регіоні, і замком, побудованим імовірно в XI столітті.